# Пегасида
Пегасида или Пегасис је у грчкој митологији била нимфа.

## Митологија
Била је нимфа најада која је потицала са реке Граник, а чији је отац био истоимени бог те реке. Са Ематионом је имала сина Атимнија.